# (66391) Мошуп
(66391) Мошуп (лат. Moshup) — околоземный двойной астероид группы Атонов. Относится к потенциально опасным объектам, который может сближаться с Землёй, Венерой и Меркурием из-за параметров своей орбиты, перигелий которой находится в 0,2 а.е., а афелий — в 1,0845 а.е. от Солнца. Ранее имел обозначение (66391) 1999 KW4.
Луна астероида вращается вокруг основного тела на расстоянии 2,6 км. Диаметр основного тела составляет 1,3 км, размер спутника — около 360 м, его период обращения вокруг основного тела — 16 часов.
25 мая 2001 года астероид 1999 KW4 находился на расстоянии около 5 млн км от Земли.

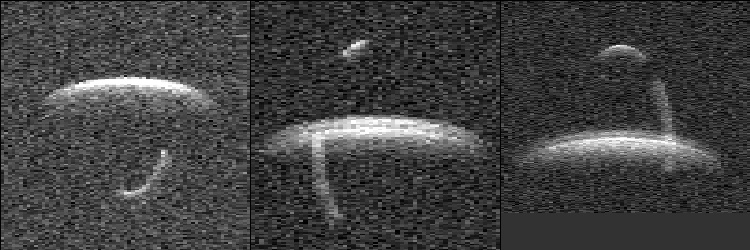
Радарные снимки, сделанные в Голдстоуне

В период с 23 по 25 мая за ним наблюдала радиообсерватория в Голдстоуне в пустыне Мохаве в Калифорнии и обнаружил маленький спутник.
26 мая 2019 года в 02:05 по московскому времени пролетел мимо Земли со скоростью 22 км/с на расстоянии 5,2 млн км.

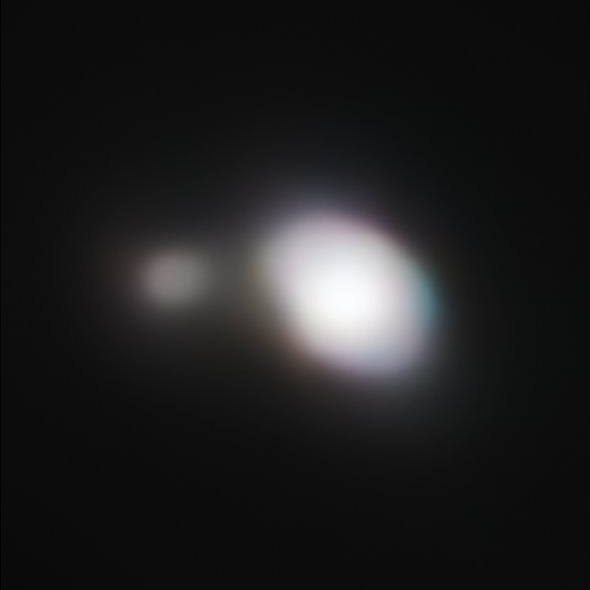
Снимок, сделанный 25 мая 2019 года инструментом Spectro-Polarimetric High-Contrast Exoplanet Research Very Large Telescope

В 2019 году удалось обнаружить спутник у астероида 1999 KW4 при помощи инструмента SPHERE, установленного на Очень большом телескопе (VLT) в Чили.
В следующий раз астероид 1999 KW4 пройдёт рядом с Землёй в 2036 году на расстоянии 2,32 млн км.